# Indonezijska rupija
Indonezijska rupija (ISO 4217: IDR) je službeno sredstvo plaćanja u Indoneziji. Paralelno s ovim nazivom, Indonežani svoju valutu nazivaju i perak što na indonezijskom jeziku znači srebro. Rupija se dijeli na sto podjedinica koje se zovu sen, ali su kovanice sena rijetko u upotrebi zbog visoke stope inflacije.

## Novčanice u optjecaju
| Serija indonezijske rupije 2000-2010 |        |            |                     |                              |                                                |                  |
| Slika                                | Slika  | Nominala   | Prevladavajuća boja | Opis                         | Opis                                           | Nadnevak izdanja |
| Prednja                              | Zadnja | Nominala   | Prevladavajuća boja | Prednja                      | Zadnja                                         | Nadnevak izdanja |
|                                      |        | 1,000 Rp   | Plava i zelena      | Kapetan Pattimura            | Otoci Maitara i Tidore, ribar u čamcu          | 29.11.2000.      |
|                                      |        | 2,000 Rp   | Siva                | Antasari, Prince Banjara     | Dayak plesači (Južni Borneo)                   | 9.7.2009.        |
|                                      |        | 5,000 Rp   | Smeđa i zelena      | Tuanku Imam Bonjol           | Songket, Tanah Datar                           | 6.11.2001.       |
|                                      |        | 10,000 Rp  | Crveno-ljubičasta   | Sultan Mahmud Badaruddin II. | Tradicionalna kuća u Palembangu, Južna Sumatra | 20.7.2010.       |
|                                      |        | 20,000 Rp  | Zelena              | Otto Iskandar Di Nata        | Plantaža čaja, Zapadna Java                    | 29.12.2004.      |
|                                      |        | 50,000 Rp  | Plava               | I Gusti Ngurah Rai           | Beratan Lake, Bali                             | 18.10.2005.      |
|                                      |        | 100,000 Rp | Crvena              | Sukarno i Hatta              | Zgrada sjedišta indonezijske vlade             | 29.12.2004.      |